# Peace of mind (angelaの曲)
「Peace of mind」（ピース オブ マインド）は、音楽ユニット・angelaの10作目となるシングル。 2005年12月21日にスターチャイルドから発売。

## 概要
- テレビ東京系列放送のテレビアニメ『蒼穹のファフナー RIGHT OF LEFT』の主題歌シングル。

## 収録曲
1. Peace of mind
  - 作詞：atsuko 作曲：atsuko・KATSU 編曲：KATSU
  - テレビアニメ『蒼穹のファフナー RIGHT OF LEFT』エンディングテーマ
2. 砂の城
  - 作詞：atsuko 作曲：atsuko・KATSU 編曲：KATSU
3. Peace of mind （off vocal version）
4. 砂の城 （off vocal version）

## 収録アルバム
- 「Peace of mind」
  - オリジナルアルバム『PRHYTHM』（2006年3月15日）